# Forces terrestres du corps des gardiens de la révolution islamique
Les forces terrestres du corps des gardiens de la révolution islamique (en persan : پاسداران انقلاب اسلامینیروی زمینی سپاه), acronyme NEZSA (en persan : نزسا), sont la force terrestre que le corps des gardiens de la révolution islamique [CGRI] (IRGC), maintient en parallèle à l'armée régulière d'Iran. En plus de leur rôle militaire conventionnel, les forces terrestres des gardes révolutionnaires sont davantage orientées vers le désordre interne que l'armée régulière. Cependant, ces dernières années, les forces terrestres du CGRI et, par extension, l'ensemble du CGRI, sont devenues une force expéditionnaire, capable de projeter le pouvoir à l'étranger, grâce à des opérations militaires conventionnelles ou via des procurations et des guerres non conventionnelles. Il y a au moins environ 150.000 soldats des forces terrestres du CGRI . Après cette transition, la structure des forces terrestres reste concentrée sur les unités de niveau brigade, appuyées par des formations blindées, d'appui aérien (drone), d'artillerie, de renseignement et de forces spéciales.

## Historique
L'Armée des gardiens de la révolution islamique a été officiellement créée le 5 mai 1979. Elle a été conçue comme une milice populaire pour surveiller les restes de l'arme du Shah d'Iran  et défendre la révolution islamique. Cependant, l'établissement officiel a suivi plusieurs mois d'activité des Gardiens de la Révolution .
Selon Mohsen Rafiqdust, la création et la force armée chargée d'assurer la Révolution ont été proposées par l'Hujjat al-Islam Mohammad Montazeri, fils de l'ayatollah Hossein Ali Montazeri. Le chef suprême Rouhollah Khomeini a ordonné en février 1979 la création d'une telle force, qui a été créée par Mohammad Montazeri lui-même et par l'ayatollah Mohammad Beheshti, chef du Parti républicain islamique.
Entre février et décembre 1979, le CGRI est passé d'une simple milice à une force armée. En mars 1979, un commandement national a été créé. La mission de l'Armée des Gardiens de la Révolution Islamique a accordé la primauté à un rôle de sécurité intérieure, tout en poussant en même temps à l'exportation de la Révolution Islamique : au début, le CGRI était responsable à la fois du renseignement extérieur et de la sécurité, qui ont été menés en collaboration avec le cabinet du Premier ministre et les unités de combat étaient impliquées dans la lutte contre les groupes ennemis. La constitution iranienne de 1979 a donné à Khomeini le commandement suprême de toutes les forces armées, y compris le CGRI.
À la suite de l'invasion de l'Iran en Irak en 1980, le Parti républicain islamique (dont les forces étaient dirigées par le CGRI) et les organisations de gauche se sont durement affrontés, faisant des milliers de victimes; la destitution du président Abolhassan Bani Sadr a permis au Parti républicain islamique de prendre le contrôle de la stratégie de défense et d'y impliquer profondément le CGRI.
La guerre Iran-Irak a amené le CGRI à se conformer étroitement à la règle cléricale du Parti républicain islamique. Le commandant Mohsen Rezaï a démissionné des Moudjahidine de l'Organisation de la révolution islamique en raison du contraste de ce dernier avec le règne religieux. Au cours de la confrontation entre Montazeri et le président Hachemi Rafsandjani, des centaines de membres ont été arrêtés dans les rangs du CGRI. En 1988, la faction de gauche radicale avait disparu au sein du CGRI.
Le nombre de membres du CGRI a augmenté régulièrement au cours des premières années de fonctionnement et pendant la guerre Iran-Irak : à la fin de 1979, il y avait environ 10 000 gardes ; au milieu de 1980, ce nombre est passé à 25.000 et a atteint 50.000 à la fin de 1981. En 1986, 350 000 gardes  étaient organisés en unités de niveau bataillon. La guerre Iran-Irak a forgé les identités du CGRI, du Basij et d'autres organisations associées (Force aérospatiale du Corps des Gardiens de la révolution islamique et Marine du Corps des Gardiens de la révolution islamique).
En 1989, le CGRI a perdu son ministère et a fusionné avec l'Artesh au sein du ministère de la Défense et de la Logistique des forces armées dans le cadre d'une politique de Rafsandjani visant à réformer et à consolider le contrôle de l'État sur les institutions gouvernementales. Le CGRI a même reçu un système de grades militaires. Entre 1990 et 1995, la force de résistance de Basij a été soutenue par le nouveau chef suprême Ali Khamenei contre les forces terrestres de l'armée des gardiens de la révolution islamique dans les allocations d'équipement. Le Basij a également supplanté le CGRI en gardant les bâtiments et installations sensibles.
Cependant, le chef suprême Khamanei a réussi à forger au début des années 1990 une alliance solide avec l'armée des gardiens de la révolution islamique ; à la fin des années 90, pendant la présidence de Mohammad Khatami, le CGRI a fourni à la faction conservatrice des ressources considérables dans l'usage de la force pour combattre les menaces politiques perçues.
Pendant la présidence de Mahmoud Ahmadinejad (2005-2013), le CGRI a accru son influence au Moyen-Orient (au Liban mais surtout auprès des acteurs chiites en Irak), mais aussi au Venezuela de Chavez. En 2009, les responsabilités militaires des Basij (y compris la formation militaire des Basij) ont été transférées aux Forces terrestres de l'Armée des gardiens de la révolution islamique afin de libérer les premiers et de les laisser se concentrer sur la lutte culturelle.
La république islamique d'Iran est impliquée dans le soutien actif à la Syrie depuis les premiers stades de la guerre civile syrienne. En 2017, le général de brigade Mohammad Pakpour, commandant des forces terrestres de l'IRGC, a déclaré que la NESZA avait mis en place un centre de drones .

## Organisation
Depuis leur existence, les forces terrestres du CGRI ont subi plusieurs changements organisationnels. De 2007 à 2015, ils ont été organisés en commandements territoriaux afin d'assurer la défense contre les invasions terrestres et les frappes aériennes, ainsi que pour contrer les troubles internes.
La structure 2007-2015 comprenait 32 commandements distincts : 32 commandements provinciaux et un commandement de la ville de Téhéran ; Les commandants territoriaux du CGRI ont une supervision directe sur les organisations locales Basij et jouissent de l'autorité et de l'autonomie afin de pouvoir agir indépendamment en cas de crise immédiate. Les unités provinciales sont composées des indigènes de la province dans laquelle les membres de la Force terrestre du CGRI servent .
Le CGRI maintient également une structure d'infanterie et de formations blindées. Elle comprend également des unités d'artillerie et de génie et une brigade aéroportée. Les forces terrestres du CGRI ont récemment annoncé des efforts pour former une unité d'assaut aérien.
Les forces terrestres du CGRI comptent plusieurs unités d'élite, Saberin Unit (en). Cette unité est une force hautement qualifiée dans un certain nombre de capacités spécialisées. Certaines divisions et brigades du CGRI ont des unités Saberin distinctes qui leur sont directement subordonnées. Le CGRI a également désigné certaines formations comme commandos d'infanterie légère, ou Takavaran. Depuis 2017, la NESZA utilise des drones.
En raison de l'implication des forces terrestres dans la guerre civile syrienne, selon le  Conseil de l'Atlantique, un déploiement accru des forces terrestres du CGRI en Syrie l'a fait passer d'une armée politique, chargée de lutter contre les troubles intérieurs, à une force expéditionnaire.

## Galerie

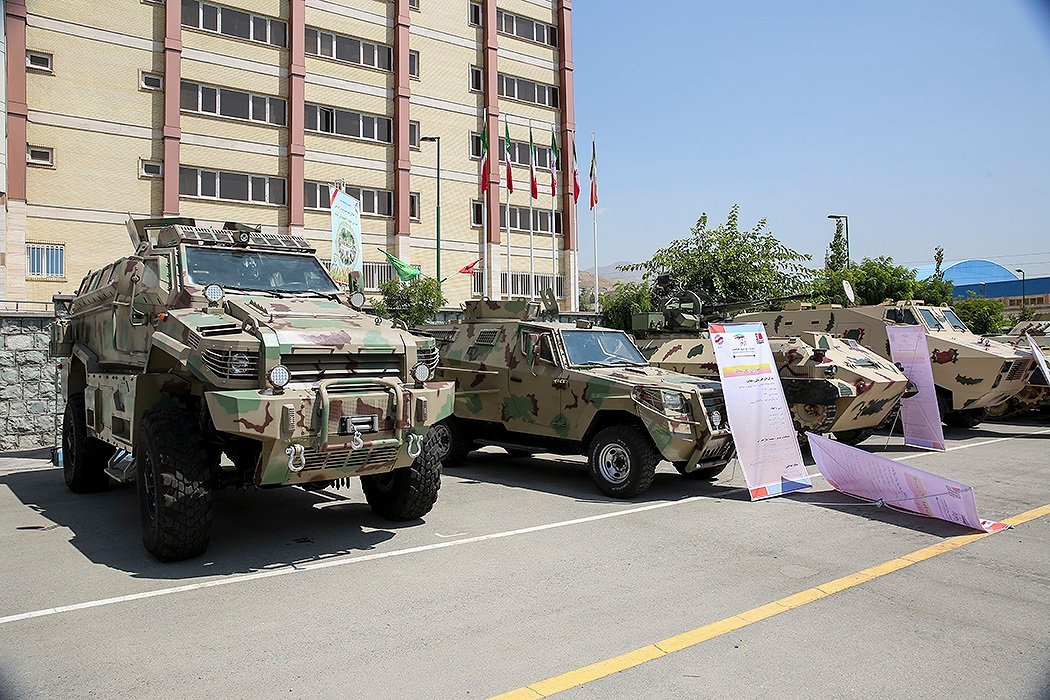
MRAP Toophan
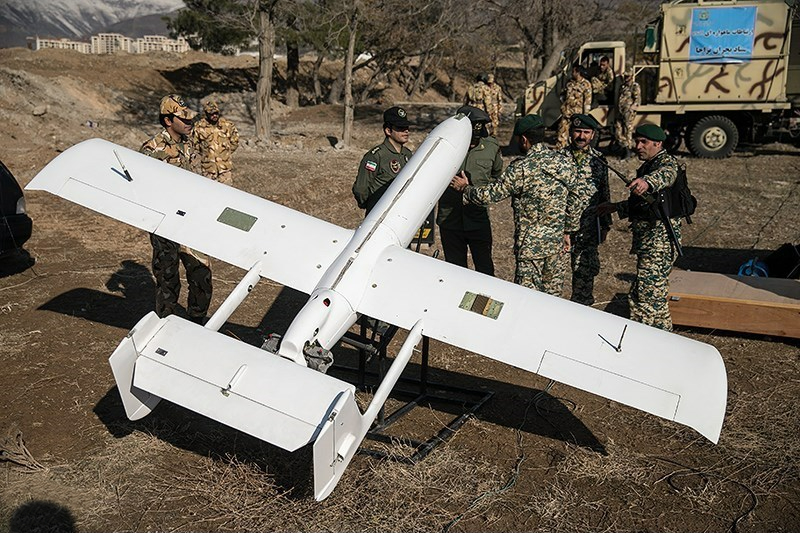
Drone Mohajer 2
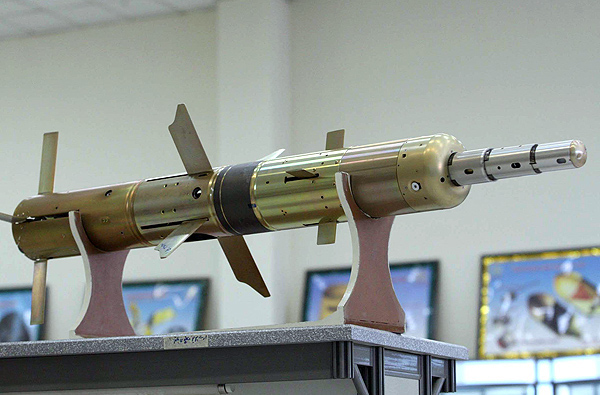
Missile Toophan 5